# Abdelsalam Safi
Abdelsalam Safi est un entrepreneur social et technologique tchadien, cofondateur et directeur exécutif de l'incubateur de start-up technologiques WenakLabs. Passionné par le numérique et l'innovation sociale, il est également engagé dans la promotion des logiciels libres et le développement de l'entrepreneuriat numérique au Tchad,.

## Biographie

### Formation et Carrière
Après un DEUG en Electronique à l'université de Ngaoundéré, Abdelsalam  Safi rejoint l’École supérieure privée d’ingénierie et de technologie (ESPRIT) de Tunisie où il sort en 2011 nanti d'un diplôme d'ingénieur en informatique. À son retour au Tchad, il commence sa carrière professionnelle dans l’enseignement et la technologie.
En 2014, Safi cofonde avec ses amis blogueurs et informaticiens parmi lesquels Salim Azim Assani WenakLabs, un incubateur de start-up et tech hub basé à N'Djaména. L'incubateur se distingue par son approche combinant la promotion des technologies de l'information et de la communication (TIC) et l'innovation sociale avec des services d'incubation pour des projets à caractère social, des formations dans les domaines des TIC et des médias numériques,.
En octobre 2020, il est nommé coordonnateur adjoint de l'Office National d'Appui à la Jeunesse et aux Sports du Tchad, par décret présidentiel.

### Autres engagements
Abdelsalam Safi est un partisan des logiciels libres. Il est membre de la Free Software Foundation depuis 2006 et soutient leur adoption au sein des communautés de développeurs et des jeunes entrepreneurs tchadiens.
Depuis février 2020, Abdelsalam Safi est le directeur pays du Founder Institute au Tchad, le programme international d’incubation de start-up qui aide les entrepreneurs à transformer leurs idées en entreprises viables.